# Fórmula, vol. 2
Fórmula, Vol. 2 es el nombre del segundo álbum de estudio del cantautor estadounidense Romeo Santos. Fue lanzado al mercado por Sony Music Latin el 25 de febrero de 2014. El álbum se presentó como la continuación natural de Fórmula, Vol. 1, (2011) su disco debut como solista.
Como parte de la promoción, el lunes 29 de julio de 2013 se lanzó el primer sencillo titulado «Propuesta indecente». El sencillo logró colocarse en el primer puesto del Billboard Latin Pop Songs y del Billboard Latin Airplay. El video musical fue dirigido por Joaquín Cambre y grabado en la ciudad de Buenos Aires, Argentina, contó con la participación de la actriz mexicana Eiza González. En 2014 ganó el Premio Lo Nuestro como mejor video del año. El lunes 27 de enero de 2014 se lanzó el segundo sencillo del álbum titulado «Odio», una colaboración junto al cantante canadiense Drake. El tema alcanzó el primer lugar en la lista en ventas en versión digital en Estados Unidos. Alcanzó el primer puesto del Billboard Hot Latin Songs, del Billboard Latin Airplay y el segundo puesto del Billboard Latin Pop Songs. El miércoles 12 de febrero de 2014 lanzó el tercer sencillo del álbum titulado «Cancioncitas de amor».

## Promoción

### Sencillos
El primer sencillo del álbum, «Propuesta indecente», fue lanzado a la venta el 29 de julio de 2013. El tema fue producido y compuesto por el propio Romeo Santos. La discográfica Sony Music comentó que el tema es una fusión de dos de los ritmos «más sensuales del mundo, la bachata dominicana que siempre ha sido su tarjeta de presentación y el tango argentino». El sencillo se posicionó en el primer puesto del Billboard Latin Airplay, del Billboard Tropical Songs y del Billboard Latin Pop Songs. Se posicionó en el primer puesto del Billboard Latin Digital Songs y del Billboard Hot Latin Songs, además alcanzó la sexta posición del Billboard Heatseekers Songs. Finalmente, alcanzó el puesto setenta y nueve del Billboard Hot 100. En Venezuela el sencillo se colocó en el primer puesto del Top 100 y del Top latino de Record Report. El video musical del sencillo se estrenó el 9 de septiembre de 2013. Fue dirigido por Joaquín Cambre y grabado en la ciudad de Buenos Aires, Argentina. La fotografía estuvo a cargo de Nicolás Trovato y contó con la participación de la actriz mexicana Eiza González. El video musical fue certificado por VEVO por superar las 100 millones de visitas en dicho sitio.
El 18 de noviembre de 2013 lanzó el segundo sencillo del álbum titulado «Odio», una colaboración con el cantante canadiense Drake. El sencillo alcanzó el primer lugar en la lista en ventas en versión digital en Estados Unidos. Alcanzó el primer puesto del Billboard Hot Latin Songs, del Billboard Latin Airplay, del Billboard Digital Songs, el segundo puesto del Billboard Latin Pop Songs. El sencillo alcanzó el puesto cuarenta y cinco del Billboard Hot 100.
El 27 de enero de 2014 lanzó el tercer sencillo titulado «Cancioncitas de amor». El tema fue compuesto y producido por el mismo Romeo Santos. El sencillo se logró colocarse en el primer puesto del Billboard Latin Digital Songs y en el noveno lugar del Billboard Hot Latin Songs.

### Tour
El 6 de marzo de 2014 se anunció las primeras quince fechas de la gira "Formula Vol. 2 Tour" en los Estados Unidos. El 7 de marzo de 2014 se presentó en el Arena Monterrey de la ciudad de Monterrey, México dando comienzo al tour. Se confirmó que el tour visitará Venezuela, Argentina, Chile y España. El tour dará su comienzo en Norteamérica el 22 de mayo de 2014 en Los Ángeles, California. El 13 de marzo de 2014 el canal TN anunció que las entradas para el concierto en el estadio GEBA de Buenos Aires se agotaron en tan sólo 24 horas, agregándose otra fecha. El 15 de marzo de 2014, el sitio web Vos anunció que el cantante «provocó un reventón de taquilla» en el estadio Orfeo Superdomo de Córdoba donde se presentará el 7 de mayo de 2014.

### Interpretaciones en vivo
El 17 de febrero de 2014 se presentó en el reality The Bachelor interpretando su sencillo «Cancioncitas de amor» a unas de las participantes. El 20 de febrero de 2014, Romeo se presentó en la edición número 26 de los Premio Lo Nuestro interpretando sus sencillos «Propuesta indecente» y «Odio».

## Recepción

### Crítica

La revista estadounidense Billboard consideró al álbum como uno de los lanzamientos más importantes del año 2014.

La revista española MEW comentó que «el nuevo trabajo del considerado el rey de la bachata continúa así el éxito cosechado con su antecedente, Fórmula Vol.1, su debut como solista, con el que consiguió un enorme impacto». José Nova, del periódico dominicano El Caribe, argumentó que si «se trata de marcar la diferencia, sin duda que Romeo sigue logrando producciones de calidad y éxito, como lo ha demostrado con este CD, que cuenta con colaboraciones de estrellas de la talla de Nicki Minaj, Drake, Marc Anthony, Carlos Santana, Tego Calderón y el comediante Kevin Hart». La revista estadounidense Billboard consideró al álbum como uno de los lanzamientos más importantes del año 2014.
Thom Jurek del sitio web Allmusic comentó que para un artista que ha lanzado solo dos discos, el cantante y compositor ha registrado la sorprendente cantidad de 17 nominaciones en 14 categorías diferentes para los Billboard Latin Music Awards 2014. Agrega además que el álbum se ha beneficiado enormemente de tres sencillos número uno, como fueron «Propuesta indecente» y «Odio», con Drake. Finalmente, argumentó que «Santos no se desvía mucho del nuevo estilo de bachata que lo estableció. Esta vez, se incluyen apariciones del comediante Kevin Hart, el rey de la salsa Marc Anthony, la rapera Nicki Minaj, el legendario músico puertorriqueño Tego Calderón, y el gran guitarrista Carlos Santana».

### Desempeño comercial
En América del Norte, el álbum cosecha un gran éxito. En los Estados Unidos debutó en el primer puesto del Billboard Top Latin Albums y del Billboard Tropical Albums, se colocó además en el cuarto puesto del Billboard Digital Albums. El álbum vendió en su primera semana 85 000 copias, según Nielsen SoundScan. La revista Billboard argumentó que fue la venta más fuerte desde el álbum Celestial de RBD, que logró vender en su primer día 117 000 copias en el año 2006. Alcanzó el quinto puesto del Billboard 200, según la revista Billboard esta posición fue el puesto más alto alcanzado por un álbum latino desde Marc Anthony con su álbum 3.0 en agosto de 2013. En México el álbum debutó en el primer puesto del Top 100 Álbumes de AMPROFON. A menos de una semana del lanzamiento, el álbum fue certificado como disco de oro por la Asociación Mexicana de Productores de Fonogramas y Videogramas (AMPROFON), por la venta de 60 000 copias.
En Europa, el álbum tuvo una aceptable recepción. En España, logró debutar en el cuarto puesto del Top 100 Álbumes de PROMUSICAE. En Italia, logró debutar en el puesto sesenta y uno del Italian Albums Chart. En su segunda semana alcanzó el puesto cuarenta y nueve de la lista de FIMI.
En América del Sur, el álbum obtuvo una buena recepción desde su lanzamiento. En Venezuela el álbum alcanzó el primer puesto del Top 40 de Recordland. En Argentina el álbum debutó en el primer puesto del ranking mensual del mes de abril de CAPIF.

## Lista de canciones
- Edición estándar

| Formula, Vol.2 |                                 | |          |  |
| N.º            | Título                          | Escritor(es) | Duración |  |
| 1.             | «Intro» (con Kevin Hart)        | Anthony Romeo Santos                                                                                                  | 1:11     |  |
| 2.             | «Inocente»                      | Anthony Romeo Santos                                                                                                  | 3:56     |  |
| 3.             | «Necio» (con Santana)           | Anthony Romeo Santos                                                                                                  | 4:24     |  |
| 4.             | «Amigo»                         | Anthony Romeo Santos                                                                                                  | 3:51     |  |
| 5.             | «Cancioncitas de amor»          | Anthony Romeo Santos                                                                                                  | 3:57     |  |
| 6.             | «Eres mía»                      | Anthony Romeo Santos                                                                                                  | 4:10     |  |
| 7.             | «Odio» (con Drake)              | Romeo Santos / Aubrey Graham / Earl Hood / Eric Goudy II / Rico Love / Dwayne Nesmith / Karen Rodríguez / Noah Shebib | 3:44     |  |
| 8.             | «Hilito»                        | Anthony Romeo Santos                                                                                                  | 3:54     |  |
| 9.             | «Yo también» (con Marc Anthony) | Anthony Romeo Santos                                                                                                  | 5:06     |  |
| 10.            | «Fui a Jamaica»                 | Anthony Romeo Santos                                                                                                  | 3:55     |  |
| 11.            | «No tiene la culpa»             | Anthony Romeo Santos                                                                                                  | 5:04     |  |
| 12.            | «Animales» (con Nicki Minaj)    | Donovan "Vendetta" Bennett / Onika Tanya Maraj / Sean Roberts / Romeo Santos                                          | 2:49     |  |
| 13.            | «Propuesta indecente»           | Anthony Romeo Santos                                                                                                  | 3:55     |  |
| 14.            | «Obra maestra»                  | Anthony Romeo Santos                                                                                                  | 4:05     |  |
| 15.            | «7 días»                        | Anthony Romeo Santos                                                                                                  | 4:13     |  |
| 16.            | «Si yo muero»                   | Anthony Romeo Santos                                                                                                  | 3:22     |  |
| 17.            | «Outro»                         | Anthony Romeo Santos                                                                                                  | 2:22     |  |

- Edición deluxe

| Formula, Vol.2 (edición deluxe) |                             | |          |  |
| N.º                             | Título                      | Escritor(es)                                                                                        | Duración |  |
| 18.                             | «Trust» (con Tego Calderón) | Donovan "Vendetta" Bennett / Sean Roberts / Karen Rodríguez / Tegui Calderón Rosario / Romeo Santos | 3:51     |  |
| 19.                             | «Mami»                      | Anthony Romeo Santos                                                                                | 1:34     |  |

## Charts y certificaciones

### Semanales
| País           | Chart      | Lista            | Mejor posición |
| 2014           | 2014       | 2014             | 2014           |
| -------------- | ---------- | ---------------- | -------------- |
| México         | AMPROFON   | Top 100 Álbumes  | 1              |
| Estados Unidos | Billboard  | Top Latin Albums | 1              |
| Estados Unidos | Billboard  | Tropical Albums  | 1              |
| Estados Unidos | Billboard  | Billboard 200    | 5              |
| Estados Unidos | Billboard  | Digital Albums   | 4              |
| Venezuela      | AVINPRO    | Top 40           | 1              |
| España         | PROMUSICAE | Top 100 Álbumes  | 4              |
| Italia         | FIMI       | Top 100 Álbumes  | 49             |

### Mensuales
| País      | Chart | Lista           | Mejor posición |
| 2014      | 2014  | 2014            | 2014           |
| --------- | ----- | --------------- | -------------- |
| Argentina | CAPIF | Ranking mensual | 1              |

### Anuales
| País      | Chart | Lista         | Mejor posición anual |
| 2014      | 2014  | 2014          | 2014                 |
| --------- | ----- | ------------- | -------------------- |
| Argentina | CAPIF | Ranking anual | 5                    |

### Certificaciones
| País           | Organismo certificador | Certificación | Ventas certificadas | Ref.          |
| -------------- | ---------------------- | ------------- | ------------------- | ------------- |
| Estados Unidos | RIAA                   | 11× Platino   | 250 000             | [ 62 ]        |
| México         | AMPROFON               | 4× Platino    | 240 000             | [ 63 ]        |
| Argentina      | CAPIF                  | Platino       | 40 000              | [ 64 ] [ 65 ] |

## Premios y nominaciones
El álbum Formula, Vol. 2 fue nominado en distintas ceremonias de premiación, incluyendo a Mejor video musical Internacional en Premios Videoclip Awards con el sencillo "Yo También". A continuación, una lista con algunas de las candidaturas que obtuvo el álbum:
| Año  | Ceremonia        | Categoría    | Resultado | Ref.          |
| ---- | ---------------- | ------------ | --------- | ------------- |
| 2014 | Premios Juventud | Lo toco todo | Ganador   | [ 66 ] [ 67 ] |

## Créditos y personal
Créditos por Formula, Vol.2, publicados por Allmusic.
| - Romeo Santos - Concepto del álbum, arreglos, compositor, productor ejecutivo, productor - Jesús Alonso - Trompetas - Marc Anthony - Artista invitado - Donovan "Vendetta" Bennett - compositor, mezcla, productor - Raúl Bier - Bongos - Tom Brick - Masterización - Alexander "Chi Chi" Cabas - Arreglos, guitarra, Requinto - Noel Cadastre - Asistente de ingeniería - Tego Calderón - Artista invitado - Iván Chevere - Ingeniería de sonido, mezcla, productor - Ariel Chobaz - Ingeniería vocal - Omar Cruz - Fotografía - Carlos Dalmasí - Ingeniería, guitarra acústica - Joaquín Díaz - Teclados, director musical - Drake - Artista invitado - Jan Duclerc - Trompetas - Miguel Estévez - Guitarra acústica - Guillermo Frías - Bongos, Conga - José Gazmey - Bajo, guitarra - Adam "Pikachu" Gómez - Bajo - Eric Goudy II - Compositor, teclados, programación - Aubrey Graham - Compositor - Gerald Grimaud - Ingeniería de sonido, mezcla - Kevin Hart - Artista invitado - Leandro Hidalgo - Asistente de ingeniería - Earl Hood - Compositor, teclados, productor, programación - Raúl Juarena - Bandoneón | - Rico Love - Compositor, productor - Onika Tanya Maraj - Compositor - Johnny Marines - Productor ejecutivo - Juan Bautista Martínez - Coros - Thurston McCrea - Ingeniería de sonido - Alvin Medina - Cuatro - Nicki Minaj - Artista invitado - Giselle Moya - Coros - Dwayne Nesmith - Compositor, teclados, productor, programación - Santy Pascual - Tambora - Cucco Peña - Productor - Carlos Pérez - Director creativo, diseño - José A. Prieto - Piano - Alejandro Reglero - A&R - Dante Rivera - Bajo - Sean Roberts - Compositor - Karen Rodríguez - Compositor - Josué Rosado - Coros - Raúl Rosario - Bongos, Timbales - Tegui Calderón Rosario - Compositor - Jorge Sánchez - Marketing - Santana - Artista invitado - Henry Santiago - Coros - Noah Shebib - Compositor, productor, Ingeniería vocal - Frank A. Suárez - Teclados - William Thompson - Congas - Andrés Wolff - Marketing |

## Historial de lanzamiento
- Edición estándar

| País | Fecha                 | Formato              | Discográfica |
| ---- | --------------------- | -------------------- | ------------ |
|      | 25 de febrero de 2014 | CD, Descarga digital | Sony Music   |